# Ordre de Bataille dywizji piechoty PSZ w 1944
Struktura organizacyjna dywizji piechoty PSZ – organizacja dywizji piechoty Polskich Sił Zbrojnych na Zachodzie.
W latach 1943–1947 w Polskich Siłach Zbrojnych na Zachodzie sformowano trzy wielkie jednostki piechoty: 3 Dywizję Strzelców Karpackich, 4 Dywizję Piechoty i 5 Kresową Dywizję Piechoty.
Wymienione związki taktyczne zostały zorganizowane na podstawie brytyjskich etatów wojennych dywizji piechoty (ang. War Establishments for Infantry Divisional).
- Kwatera Główna (ang. Divisional Headquarters)
  - dowództwo
  - sztab
- 1 Brygada Piechoty
- 2 Brygada Piechoty
- 3 Brygada Piechoty
- batalion ciężkich karabinów maszynowych (ang. Machine Gun Battalion)

- Kwatera Główna Artylerii Dywizyjnej (ang. Headquarters, Infantry Divisional Artillery, etat WE II/117/3 z 14 grudnia 1943 roku)
  - 1 pułki artylerii lekkiej (ang. Field Regiment Royal Artillery, etat WE II/190B/1 z 22 grudnia 1943 roku)
  - 2 pułki artylerii lekkiej
  - 3 pułki artylerii lekkiej
  - pułk artylerii przeciwlotniczej lekkiej (ang. Light Anti-aircraft Regiment)
  - pułk artylerii przeciwpancernej (ang. Anti-tank Regiment)
- rozpoznawczy pułk samochodów pancernych dywizji piechoty (ang. Reconnaissance Regiment)
- batalion saperów
- batalion łączności
- szwadron żandarmerii (ang. Divisional Provost Company)

Organizacja brygada piechoty:
- Kwatera Główna (ang. Brigade Headquarters)
- pluton sztabowy
- 1 batalion piechoty (ang. Infantry Battalion)
- 2 batalion piechoty
- 3 batalion piechoty
- czołówka warsztatowo-naprawcza

Organizacja batalionu piechoty
- kompania dowodzenia
  - pluton łączności
  - pluton saperów
  - pluton gospodarczy
- cztery kompanie strzeleckie
  - poczet dowódcy
  - trzy plutony strzeleckie
    - trzy drużyny strzelców
    - sekcja moździerzy
- kompania wsparcia
  - pluton moździerzy
  - pluton rozpoznawczy (13 carierów)
  - pluton przeciwpancerny (działa 6-funtowe)

Batalion etatowo liczył 39 oficerów i 744 szeregowych. Posiadał 55 samochodów.